# Scincella tsinlingensis
Scincella tsinlingensis — вид сцинкоподібних ящірок родини сцинкових (Scincidae). Ендемік Китаю.

## Поширення і екологія
Scincella tsinlingensis мешкають в центральному Китаї, на території провінцій Сичуань, Шеньсі, Шаньсі, Ганьсу, Цинхай і Нінся. Вони живуть в гірських лісах, на висоті від 1450 до 3400 м над рівнем моря.